# Daniel Barrea
Daniel Octavio Barrea (Cañuelas, 22 luglio 2001) è un calciatore argentino, attaccante del Godoy Cruz.

## Caratteristiche tecniche
Gioca come centravanti.

## Carriera
Barrea è cresciuto nel Belgrano, con cui ha firmato il suo primo contratto professionistico l'8 marzo 2022. Ha debuttato in prima squadra il 17 aprile 2022 nell'incontro di Primera B Nacional vinto 2-1 contro il Dep. Riestra ed il 4 agosto 2022 ha segnato il suo primo gol in carriera in Copa Argentina contro il Claypole. Al termine della stagione ha conquistato con il club la promozione in Primera División vincendo il campionato.
Il 29 agosto 2023 è stato ceduto in prestito per 18 mesi al Godoy Cruz.

## Statistiche

### Presenze e reti nei club
Statistiche aggiornate al 2 aprile 2024.
| Stagione        | Squadra         | Campionato      | Campionato | Campionato | Coppe nazionali | Coppe nazionali | Coppe nazionali | Coppe continentali | Coppe continentali | Coppe continentali | Altre coppe | Altre coppe | Altre coppe | Totale | Totale | Totale |
| Stagione        | Squadra         | Comp            | Pres       | Reti       | Comp            | Pres            | Reti            | Comp               | Pres               | Reti               | Comp        | Pres        | Reti        | Pres   | Reti   |        |
| --------------- | --------------- | --------------- | ---------- | ---------- | --------------- | --------------- | --------------- | ------------------ | ------------------ | ------------------ | ----------- | ----------- | ----------- | ------ | ------ | ------ |
| 2022            | Belgrano        | PBN             | 1          | 0          | CA              | 0               | 0               |                    | -                  | -                  |             | -           | -           | 1      | 0      |        |
| 2023            | Belgrano        | PD              | 8          | 0          | CA              | 2+1             | 1+0             |                    | -                  | -                  |             | -           | -           | 11     | 1      |        |
| 2023            | Godoy Cruz      | PD              | -          | -          | CA+CdL          | 0+11            | 0+1             |                    | -                  | -                  |             | -           | -           | 11     | 1      |        |
| 2024            | Godoy Cruz      | PD              | 0          | 0          | CA+CdL          | 1+3             | 0               | CL                 | 1                  | 0                  |             | -           | -           | 5      | 0      |        |
| Totale carriera | Totale carriera | Totale carriera | 9          | 0          |                 | 18              | 2               |                    | 1                  | 0                  |             | -           | -           | 28     | 2      |        |

## Palmarès

### Club

#### Competizioni nazionali
- Primera B Nacional: 1

Belgrano: 2022